# MSC Puma Kuppenheim
Der MSC Puma Kuppenheim e. V. ist ein deutscher Motoballverein der im Jahr 1960 gegründet wurde. Der Verein aus dem badischen Kuppenheim spielt in der deutschen Bundesliga Süd. Der Club konnte in seiner Vereinsgeschichte 15-Mal die Deutsche Meisterschaft für sich entscheiden.

## Geschichte
Der Motorsportclub Puma Kuppenheim wurde am 16. Oktober 1960 gegründet. Die drei Gründungsmitglieder trafen sich mit anderen Gleichgesinnten im Café „Palette“ in Bischweier und entschieden sich dort, einen Motoballsportclub zu gründen. Die ersten drei Maschinen wurden aus Karlsruhe erworben. In den Wintermonaten 1961/62 wurde der Motoballplatz von der Stadt Kuppenheim erworben. Das erste offizielle Spiel auf dem neuen Platz fand am 20. Mai 1962 gegen MSC Philippsburg statt, das sie 0:6 verloren.
1967 schaffte man den Einzug ins Pokalfinale. 1968 stiegen sie in die erste Deutsche Motoball-Meisterschaft auf. Das Endspiel in Malsch wurde gegen den Favoriten MSC Taifun Mörsch mit 4:2 Toren gewonnen.
Auslands-Tourneen führten den Verein 1973 in die Sowjetunion (Poltawa, Woznesensk, Schachtursk, Donezk, Nowa Kachowka) in Stadien mit bis zu 30.000 Zuschauern.
In den folgenden Jahren folgten weitere Siege und Vize-Meisterschaften: 1977 gegen Durmersheim, 1983, 1985 und 1988 (Niederlagen jeweils gegen Taifun Mörsch), die Deutsche Meisterschaft wurde 1978, 1981 gegen Durmersheim und 1984 gegen Pattensen erkämpft.
Nach viermonatiger Bauzeit wurde das Motoballstadion am 25./26. Oktober 1997 mit einem Turnier eingeweiht. Der Platz wurde mit einer 10 cm dicken Asphaltdecke versehen.
Nach den sportlich gesehen ruhigeren Jahre von 1989 bis 1997 kam 1998 auch der Erfolg zurück. Eine neue Spielergeneration um die Brüder Frank, Thomas und Holger Schmitt sowie dem russischen Nationalspieler Vladimir Sosnitski brachten die fünfte Deutsche Motoballmeisterschaft. Mit den Brüdern Thomas Schmitt stellte der Verein inzwischen auch wieder drei Nationalspieler. 1999 wurde der Meistertitel erfolgreich verteidigt und die sechste deutsche Meisterschaft nach Kuppenheim geholt. In den Jahren 2000 und 2004 scheiterte man im Endspiel jeweils an Taifun Mörsch. 2005 folgte die siebente Deutsche Meisterschaft. In einem Spiel besiegte man den Taifun in Philippsburg mit 3:1. 2007 kam es im Finale um die Deutsche Meisterschaft in Malsch erneut gegen den Rivalen Taifun Mörsch. Erst in der Verlängerung siegten die Pumas mit 4:2 und wiederum waren die Schmitts die Spielgestalter und Torschützen. 2008 gelang die erfolgreiche Titelverteidigung in Durmersheim gegen Ubstadt-Weiher mit 8:3 Toren.
2023 gewann Kuppenheim den deutschen Pokal, die deutsche Meisterschaft und den Champions Cup. Das Jahr 2024 war ebenso erfolgreich, sie gewannen die Meisterschaft, den Pokal und den Supercup.

## Erfolge
- Champions Cup: 2023
- Deutscher Meister: 1968, 1978, 1981, 1984, 1998, 1999, 2005, 2007, 2008, 2010, 2017, 2019, 2022,[3] 2023, 2024
- Südmeister: 1998, 1999, 2000, 2001, 2002, 2003, 2005, 2008, 2009, 2010, 2011, 2012, 2016, 2019, 2022, 2023, 2024
- Deutscher Pokalsieger: 1969, 1971, 2006, 2009, 2010, 2018, 2019, 2023, 2024
- Deutscher Ligapokalsieger: 2024, 2025
- Deutscher Vizemeister: 1977, 1983, 1985, 1988, 2000, 2004, 2009, 2011, 2012, 2013, 2015, 2016, 2018, 2021
- Nachwuchsmeister: 2009
- Jugendmeister: 2017, 2018, 2019, 2023

## Mannschaft 2025
| Nr. | Tor                  |
| 1   | Timo Kistner         |
| 11  | Marvin Sloma         |
| 17  | Sabri Akcay          |
|     |                      |
|     | Feldspieler          |
| 2   | Finn Schmitt         |
| 3   | Robin Faisz          |
| 5   | Elias Rhaouate       |
| 6   | Timm Anselm          |
| 7   | Max Schmitt          |
| 8   | Julian Bitterwolf    |
| 9   | Dominik Mückenhausen |
| 10  | Jannis Schmitt       |

## Champions Cup 2023
Der Campions Cup ist ein Turnier der Meister aus Deutschland, Frankreich und Litauen um den Europäischen Motoball Champion zu ermitteln. Jeder Meister trägt in seinem Stadion ein Turnier aus und die ersten beiden der Endtabelle stehen im Finale.

### Turnierübersicht
| Turnier in Kretinga:          | Ergebnis |                    | Tore  | Punkte |
| Suma Troyes – Puma Kuppenheim | 3:4      | 1. Puma Kuppenheim | 9:4   | 6      |
| Kretinga MK – Suma Troyes     | 4:1      | 2. Kretinga MK     | 5:6   | 3      |
| Kretinga MK – Puma Kuppenheim | 1:5      | 3. Suma Troyes     | 4:8   | 0      |
|                               |          |                    |       |        |
| Turnier in Kuppenheim:        |          |                    | Tore  | Punkte |
| Puma Kuppenheim – Suma Troyes | 9:0      | 1. Puma Kuppenheim | 35:5  | 12     |
| Suma Troyes – Kretinga MK     | 3:3      | 2. Kretinga MK     | 9:26  | 4      |
| Puma Kuppenheim – Kretinga MK | 17:1     | 3. Suma Troyes     | 7:20  | 1      |
|                               |          |                    |       |        |
| Turnier in Troyes:            |          |                    | Tore  | Punkte |
| Suma Troyes – Kretinga MK     | 9:4      | 1. Puma Kuppenheim | 56:9  | 18     |
| Puma Kuppenheim – Kretinga MK | 16:1     | 2. Suma Troyes     | 19:29 | 4      |
| Suma Troyes – Puma Kuppenheim | 3:5      | 3. Kretinga MK     | 14:51 | 4      |

| Finale in Troyes | Suma Troyes 0 : 6 Puma Kuppenheim |